# Horodnianka (gmina Czarna Białostocka)
Horodnianka – kolonia w Polsce, położona w województwie podlaskim, w powiecie białostockim, w gminie Czarna Białostocka.
W latach 1975–1998 miejscowość administracyjnie należała do województwa białostockiego.
Według Powszechnego Spisu Ludności z 1921 roku wieś zamieszkiwało 40 osób, wśród których 26 było wyznania rzymskokatolickiego, 6 prawosławnego a 8 mojżeszowego. Wszyscy mieszkańcy zadeklarowali polską przynależność narodową. We wsi było 7 budynków mieszkalnych.
Część wsi Horodnianka. Potocznie nazywana „Stare Nadleśnictwo”.